# پتار یانف
پتار یانف (بلغاری: Петър Янев؛ زادهٔ ۳ سپتامبر ۱۹۴۵) وزنه‌بردار اهل بلغارستان است.